# Songs and visions
Songs and visonsは、1997年8月16日に英国ロンドンのウェンブリー・スタジアムで、エルヴィス・プレスリー没後20年を記念して行われたロックフェスティバル。
1956年から1996年の楽曲を使用。

## 参加者
- ロッド・スチュワート　ROD STEWART(英国)
- ジョン・ボン・ジョヴィ　JON BON JOVI(米国)
- チャカ・カーン　CHAKA KHAN(米国)
- ロバート・パーマー　ROBERT PALMER(英国)
- トニー・ブラクストン　TONI BRAXTON(米国)
- k.d.ラング　k.d. lang(カナダ)
- シール　SEAL(英国)
- スティーヴ・ウィンウッド　STEVE WINWOOD(英国)
- メアリー・J・ブライジ　MARY J.BLIGE(米国)
- 矢沢永吉　EIKICHI YAZAWA(日本)　※アジア代表としてゲスト参加

## バックバンド
- ギター　マイケル・ランドウ Michael Landau
- ギター　ヘイター・ペレイラ Heitor Pereira
- ベース　ネイザン・イースト Nathan East
- ドラム　ヴィニー・カリウタ Vinnie Colaiuta
- キーボード　ポール・”ウィックス”・ウィッケンス Paul 'Wix' Wickens
- キーボード　チャック・リーヴェル Chuck Leavell
- パーカッション　パウリーニョ・ダ・コスタ Paulinho Da Costa
- バッキング・ボーカル　リサ・フィッシャー　Lisa Fischer
- その他

## スタッフ
- プロデューサー トニー・ホリングスワース Tony Hollingsworth
- ミュージックディレクター スチュワート・レバイン　Stewart Levine

## 演奏曲
- STILL HAVEN'T FOUND WHAT I'M LOOKING FOR(SEAL,STEVE)
- EVERY BREATH YOU TAKE
- IN THE MIDNIGHT HOUR
- PAPA WAS A ROLLING STONE (ROD,CHAKA,STEVE,MARY)
- STAIRWAY TO HEAVEN (SEAL)
- SATISFACTION (CHAKA KHAN , ROBERT PALMER)
- DON'T BE CRUEL(EIKICHI YAZAWA)
- HEARTBREAK HOTEL(SEAL以外の男性ボーカル)
- HEY JUDE(全員)
- その他